# Bábushkin
Bábushkin (en ruso: Ба́бушкин) es una ciudad de Rusia perteneciente a la república de Buriatia. Está situada en la orilla meridional del lago Baikal, a 120 kilómetros al oeste de Ulán-Udé. Su población en el año 2006 era de 4850 habitantes.
La ciudad fue fundada en 1892, en primer lugar como oficina de correos, y con el nombre de Myssovsk (Мысовск) hasta en 1941. A continuación pasó a llamarse Babushkin en el honor del revolucionario bolchevique Ivan Babushkin, arrestado y ejecutado en la estación de Mysovaya en 1906. Desde 1926, la ciudad posee un pequeño museo sobre el.
La ciudad de Babushkin pertenece al raión de Kabanski. Se encuentra en la línea del Transiberiano (estación de Mysovaya), en el kilómetro 5477 desde Moscú, así como sobre la carretera M55 Irkutsk-Chita.

## Evolución Demográfica
| 8,200                      | 7,400 | 7,300 | 4,953 | 4,850 |
| (Fuente: [cita requerida]) |       |       |       |       |

- Wikimedia Commons alberga una categoría multimedia sobre Bábushkin.

- Datos: Q104299
- Multimedia: Babushkin / Q104299